# Matt Haimovitz
Matt Haimovitz (Bat Yam, 3 de diciembre de 1970) es un violonchelista israelí que actúa principalmente en los Estados Unidos y Canadá. Nacido en Israel, creció en los Estados Unidos desde la edad de cinco años. Se desempeña principalmente con un violonchelo hecho por Matteo Goffriller en 1710.

## Vida
Nació en 1970 en la ciudad israelí de Bat Yam. Es hijo de Meir y Marlena Haimovitz, una pareja judía, que se trasladó a Israel desde Rumania. Cuando tenía 5 años de edad se mudó con su familia para instalarse en Palo Alto, California.

### Formación
Haimovitz comenzó a estudiar el chelo a la edad de siete años con Irene Sharp en California. A la edad de nueve años, cambió de maestro para estudiar con Gábor Reitő. Cuando Haimovitz tenía doce años, Itzhak Perlman, quien quedó impresionado por sus actuaciones en un campamento de música en Santa Bárbara y lo presentó a Leonard Rose. Para poder estudiar con Rose en la Juilliard School, su familia se mudó a Nueva York en 1983. Rose describió a Haimovitz como "probablemente el mejor talento que yo haya enseñado", elogiando su "tono deslumbrantemente hermoso" y su "inusual sentido del estilo y sensibilidad musical ".

### Trayectoria profesional
En febrero de 1985, Haimovitz se unió a Zubin Mehta y la Orquesta Filarmónica de Israel en un concierto que fue filmado y transmitido por televisión. Este éxito fue seguido en 1986 por una gira estadounidense con Mehta y la Filarmónica de Israel, así como conciertos con la Filarmónica de Nueva York. En el mismo año, Haimovitz recibió una beca de carrera Avery Fisher por sus logros musicales excepcionales, siendo el músico más joven en recibir este premio. Durante la siguiente década, Haimovitz apareció con muchas de las principales orquestas de Norteamérica, Europa y Asia, y trabajó con los directores más distinguidos. En 1987, a la edad de 17 años, Haimovitz firmó un contrato exclusivo de grabación con Deutsche Grammophon Gesellschaft, donde varias de sus grabaciones de repertorio estándar y no estándar ganaron premios internacionales. Haimovitz está casado con la compositora Luna Pearl Woolf y tienen dos hijas.
Después de graduarse de la Universidad de Harvard en 1996, y con la rescisión de su contrato con Deutsche Grammophon, Haimovitz quedó insatisfecho con la trayectoria profesional tradicional de un músico clásico moderno. Comenzó a explorar el repertorio no estándar clásico y no clásico de forma más intensa, y comenzó un programa de conciertos en lugares inusuales. En 2002, una gira por América del Norte que atrajo la atención internacional vio a Haimovitz interpretando las Suites para violonchelo de Bach en clubes nocturnos, restaurantes y otros lugares muy poco tradicionales, en una gran variedad de pueblos y ciudades de los Estados Unidos. Esto fue seguido en 2003 por la gira Anthem de Haimovitz, en la que llevó una variedad de composiciones estadounidenses a una variedad similar de audiencias, incluida su interpretación de la famosa interpretación improvisada de Jimi Hendrix de "The Star-Spangled Banner".
En el año 2000, Haimovitz fundó su propio sello discográfico, Oxingale con su pareja y esposa, la compositora Luna Pearl Woolf, que publicado grabaciones de sus propios recitales, así como música interpretada por otros. En 2010, esta etiqueta se ha ampliado para incluir una rama de publicación de partituras, en la que se publican obras de encargo, interpretadas y grabadas por Haimovitz.
"Shuffle. Play. Listen", su colaboración de 2 discos con el pianista Christopher O'Riley en 2011, fue aclamada por su innovación al mezclar las partituras de Bernard Hermann, Janácek y Cocteau Twins. "La idea detrás de esto es volar en todas las categorías musicales...", [6] escribió Richard Ginell de L.A. Times.
De 1999 a 2004, Haimovitz fue miembro de la facultad de la Universidad de Massachusetts en Amherst, Massachusetts. Desde 2004, ha enseñado en la Schulich School of Music de la McGill University en Montreal, así como en la Academia Domaine Forget para las artes en la zona rural de Quebec.
En junio de 2013, Haimovitz realizó una gira internacional por Italia con la Orquesta de Cámara de Palo Alto. También grabó el Concierto para violonchelo n.º 2 de Philip Glass con Dennis Russell Davies y la Sinfonía de Cincinnati; el concierto es una reelaboración de la banda sonora de la película '' Naqoyqatsi ''.
Desde 2015, Oxingale y el sello discográfico Pentatone se han unido y han formado la Serie Pentatone Oxingale, relanzando álbumes antiguos, ahora también disponibles digitalmente y distribuidos en todo el mundo, y produciendo nuevos. En 2015, Haimovitz lanzó dos grabaciones en Pentatone utilizando instrumentos de época: las Sonatas para violonchelo de Ludwig van Beethoven, con el pianista Christopher O'Riley; y una segunda grabación de las Suites para violonchelo de Bach (en la grabación anterior de Haimovitz, grabada en el año 2000, había utilizado un violonchelo y un arco modernizados).

## Discografía
| Año  | Álbum | Sello                     |
| ---- | --- | ------------------------- |
| 1989 | Saint-Saens: Cello Concertos / Bruch: Kol Nidrei / Lalo: Concerto for Violoncello and Orchestra in D Minor                           | Deutsche Grammophon       |
| 1990 | Haydn, C.P.E. Bach, Boccherini: Cello Concertos                                                                                      | Deutsche Grammophon       |
| 1992 | Suites and Sonatas for Solo Cello - Reger: Suite in G major, Op. 131c/1; Crumb: Sonata; Britten: Suite No. 1, Op. 72; Ligeti: Sonata | Deutsche Grammophon       |
| 1995 | Trios with Rob Wasserman | GRP Records               |
| 1995 | The 20th Century Cello | Deutsche Grammophon       |
| 1997 | The 20th Century Cello Volume 2 | Deutsche Grammophon       |
| 1999 | Portes Ouvertes: The 20th Century Cello Volume 3                                                                                     | Deutsche Grammophon       |
| 1999 | Undertree | Oxingale Records          |
| 2000 | Bach: 6 Suites for Cello Solo | Oxingale Records          |
| 2001 | Lemons Descending | Oxingale Records          |
| 2002 | The Rose Album | Oxingale Records          |
| 2003 | Anthem | Oxingale Records          |
| 2003 | Haydn: The Cello Concertos; Mozart: Cello Concerto                                                                                   | Transart Live             |
| 2003 | Hyperstring Trilogy | Oxingale Records          |
| 2004 | Please Welcome...Matt Haimovitz | Oxingale Records          |
| 2004 | Epilogue | Oxingale Records          |
| 2005 | Goulash! | Oxingale Records          |
| 2006 | Mozart the Mason | Oxingale Records          |
| 2006 | Apres Moi, le Deluge | Oxingale Records          |
| 2007 | David Sanford & the Pittsburgh Collective: Live at the Knitting Factory                                                              | Oxingale Records          |
| 2007 | After Reading Shakespeare | Oxingale Records          |
| 2007 | VinylCello | Oxingale Records          |
| 2008 | J.S. Bach Goldberg Variations | Oxingale Records          |
| 2008 | Odd Couple | Oxingale Records          |
| 2008 | And if the song be worth a smile | Pentatone                 |
| 2009 | Figment | Oxingale Records          |
| 2010 | Meeting of the Spirits | Oxingale Records          |
| 2011 | Shuffle.Play.Listen (In collaboration with Christopher O'Riley                                                                       | Oxingale Records          |
| 2011 | Matteo: 300 Years of Italian Cello                                                                                                   | Oxingale Records          |
| 2012 | Paul Moravec: Northern Lights Electric                                                                                               | BMOP/sound                |
| 2012 | Laura Elise Schwendinger: Three Works                                                                                                | Albany Music Distribution |
| 2013 | Glass: Cello Concerto No. 2 "Naqoyqatsi"                                                                                             | Orange Mountain Music     |
| 2013 | The Hours Begin to Sing | Pentatone                 |
| 2013 | AngelHeart | Oxingale Records          |
| 2014 | Akoka: Reframing Oliver Messiaen's Quartet for the End of Time                                                                       | Oxingale Records          |
| 2015 | Beethoven, Period. | Pentatone                 |
| 2015 | Orbit | Pentatone                 |
| 2015 | J.S. Bach The Cello Suites According to Anna Magdalena                                                                               | Pentatone                 |
| 2016 | Shuffle.Play.Listen | Pentatone                 |
| 2016 | Schubert Arpeggione Sonata & String Quintet                                                                                          | Pentatone                 |
| 2016 | Ouvertures to Bach | Pentatone                 |
| 2016 | Out of the Shadows | Pentatone                 |
| 2017 | Akoka - Reframing Messiaen's Quartet for the End of Time                                                                             | Pentatone                 |
| 2017 | Meeting of the Spirits | Pentatone                 |
| 2017 | Troika | Pentatone                 |